# Emmanuelle Cosso-Merad
Pour les articles homonymes, voir Cosso et Merad (homonymie).
Emmanuelle Cosso, ou Emmanuelle Cosso-Merad est une écrivaine française.

## Biographie
Après avoir décroché un diplôme d'école de commerce (Kedge Marseille), Emmanuelle Cosso gagne en 2002, le concours de nouvelles Vive la presse, qui signe le début de sa carrière.
En 2005, elle sort son premier roman aux éditions Flammarion, J'ai été longtemps une blonde d'un mètre soixante-cinq, suit Mon avion, mon roman, mon amour, en 2008 et J'ai rencontré quelqu'un en 2014. Elle écrit également pour la jeunesse : la lettre d'Elisabeth en 2014, puis elle est publiée en 2017 aux éditions Sarbacane avec le roman Le phénomène Philomène et le thriller psychologique ado-adulte Passé Minuit en 2021.
De 2021 à 2023, elle écrit avec Florent Pagny : Pagny par Florent, l'autobiographie de l'artiste.
Emmanuelle Cosso est aussi scénariste (Monsieur Papa, en 2011) et parolière notamment pour Florent Pagny, Johnny Hallyday, Maurane, et Élodie Frégé.
Côté vie privée, elle a été l'épouse de Kad Merad, avec qui elle a vécu de 1992 à 2012.

## Œuvres
- J’ai longtemps été une blonde d’un mètre soixante-quinze, Paris, éditions Flammarion, 2005, 221 p.  (ISBN 2-08-068751-4)[2]
- Mon avion, mon roman, mon amour, Paris, éditions Flammarion, 2008, 221 p.  (ISBN 978-2-08-120858-2)
- J’ai rencontré quelqu’un, Paris, éditions Flammarion, 2014, 384 p.  (ISBN 978-2-08-133301-7)
- La Lettre d’Élisabeth , Paris, éditions Flammarion, coll. « Castor poche », 2014, 84 p.  (ISBN 978-2-08-128759-4)[3]
- Le phénomène Philomène, Paris, éditions Sarbacane, 2017, 256 p.  (ISBN 978-2848659404)
- Passé Minuit, Paris, éditions Sarbacane, 2021, 232 p  (ISBN 978-2377316007)
- Pagny par Florent, Paris, éditions Fayard 2023, 528 p.  (ISBN 978-2213721064)